# Idioma gaam
El gaam (Gaahmg), también conocida como ingessana, (Me/Mun) tabi, kamanidi o mamedja/mamidza, es una lengua sudánica oriental hablada por el pueblo ingessana en las colinas de Tabi, en el estado del Nilo Azul, al este de Sudán, cerca de Etiopía. Se consideraba una lengua aislada dentro del sudanés oriental hasta que se descubrieron las otras lenguas del Jebel oriental a finales del siglo XX. Los dialectos son el soda (tao), el kukur (gor), el kulang (kulelek, bau) y el buwahg (buek).
Un primer registro de esta lengua es una breve lista de palabras fechada en febrero de 1883 por Juan María Schuver. Su informante provenía del lado este de las colinas de Tabi, pero era difícil de entender porque mascaba tabaco.

## Fonología

### Consonantes
Existen 21 fonemas consonánticos distintos. Las consonantes fricativas, nasales, laterales y róticas también distinguen la longitud.
|              | Labial | Labial | Dental | Dental | Alveolar | Alveolar | Palatal | Palatal | Velar | Velar  |
| ------------ | ------ | ------ | ------ | ------ | -------- | -------- | ------- | ------- | ----- | ------ |
| Explosivos   | p      | b      | t̪      | d̪      | t        | d        | c       | ɟ       | k     | ɡ      |
| fricativas   | f, f ː |        |        |        | s, s     |          |         |         |       |        |
| nasales      |        | m, m   |        |        |          | n, n     |         | ɲ, ɲ ː  |       | ŋ, ŋ ː |
| laterales    |        |        |        |        |          | l, l     |         |         |       |        |
| Róticos      |        |        |        |        |          | r, r     |         |         |       |        |
| Aproximantes |        | w      |        |        |          | ð        | y       | y       |       |        |

### Vocales
Existen seis fonemas vocálicos distintos. Los seis pueden presentarse también en forma secuencial (y, por tanto, alargada), pero pueden cambiar de calidad fonética. Stirtz (2012) propone el siguiente sistema:
|           | [-redondo ] | [-redondo ] | [+ronda] |
| [-atrás ] | [+volver]   | [+volver]   |          |
| --------- | ----------- | ----------- | -------- |
| [+ATR]    | i           | ə           | u        |
| [-ATR ]   | ɛ           | a           | ɔ        |

### Tono
El gaam es una lengua tonal. Hay tres niveles de tonos, alto, medio y bajo, que pueden combinarse para formar tonos ascendentes y descendentes. En total son posibles nueve melodías tonales, todas ellas contrastivas.